# 大澤惠
大澤惠（日语：大澤恵、おおさわ めぐみ，1980年6月15日—），又名美月ゆいな，日本AV女優，東京都出身，身高155厘米，三圍B85-W57-H83。個性內向，平時喜歡料理和聽音樂劇。寫真女星出身，2001年參加Moodyz舉辦的「Moodyz Girl」試鏡，同年改名大澤惠，與宇宙企劃簽下AV女優合約，2001年10月19日出道，處女作「LUNATIC BEAUTY」，身材火辣，電影劇情走夢幻唯美路線，有「飯島愛第二」之稱。
大澤惠給人的感覺是十分入戲，經常主動與男優舌吻，跟她合作過的男優都說大澤惠的口技高超。2003年推出的是一部薄碼片，也是生涯最後一部作品。大澤惠接受訪問時曾透露「拍AV時，每次都真的有高潮！」2002年春天因脫髮問題宣布引退。2008年4月有無碼片「美麗Dolls」推出，是早期「衝擊」的流出版。

## 作品
- 2001-10-19 LUNATIC BEAUTY
- 2001-11-18
- 2001-12-21
- 2002-07-12 
- 2001-01-22
- 2002-02-17
- 2002-03-19
- 2002-04-19
- 2002-05-24
- 2002-05-28
- 2002-06-25
- 2003-06-01

## 外部連結
- 大澤惠簡介